# 第12次世界羅浮童軍大會
第12次世界羅浮童軍大會，於2004年7月30日到2004年8月10日，由中國童子軍主辦，主營區設在花蓮縣國立東華大學。此次大會共有92個國家或地區的童軍組織，約3,000名羅浮童軍人員參與。
在南非德班所召開的第35屆世界領袖會議中決議，由總部位於台灣的中國童子軍總會（2009年已改名為中華民國童軍總會）主辦此次大會。
此次大會所公佈的主題為邁向未來，迎接挑戰。此次大會歌歌曲為太陽的手。